# La ballata di Bonnie and Clyde/Un amore difficile
La ballata di Bonnie and Clyde / Un amore difficile è il sesto singolo su 7" de Le Anime pubblicato nel 1966 dalla R.T. Club.

## Tracce
Lato A
1. La ballata di Bonnie and Clyde (Mitch Murray, Peter Callander)

Lato B
1. Un amore difficile (Walter Foini)